# Ďurďové
Ďurďové (maďarsky Gergőfalva, do roku 1899 Gyurgyove) je obec na Slovensku v okrese Považská Bystrica. Patří do tradičního regionu Horní Pováží. Žije zde 142 obyvatel. První písemná zmínka o obci pochází z roku 1393.